# Hrafntinnusker
Der Hrafntinnusker ist ein Berg im Süden von Island.
Er liegt am Trekkingweg Laugavegur, der von Landmannalaugar nach Þórsmörk führt. Der Ferðafélag Íslands betreibt hier die Hütte Höskuldsskáli. Oberhalb der Hütte gibt es einen kleinen Gletscher mit einer bekannten Eishöhle, in der es am 16. August 2006 einen tödlichen Unfall gab, als die Decke der Höhle einstürzte.
Der Berg ist nach Hrafntinna benannt, dem isländischen Wort für Obsidian. Dieses Gestein findet man in diesem Gebiet und es wurde unter anderem am isländischen Nationaltheater verbaut. Der Hrafntinnusker steigt bis auf eine Höhe von 1141 m an, es finden sich jedoch unterschiedliche Höhenangaben.